# Campionati europei di karate 1967
I campionati europei di karate 1967 sono stati la 2ª edizione della competizione. Si sono svolti a Londra, in Gran Bretagna, dal 2 al 4 maggio.

## Podi

### Maschili
| Specialità     | Oro            | Argento     | Bronzo         |
| Kata           | Patrick Baroux | Guy Desnoes | Henri Jordan   |
| Kata           | Patrick Baroux | Guy Desnoes | Peter Spanton  |
| Gara a squadre | Regno Unito    | Francia     | Germania Ovest |
| Gara a squadre | Regno Unito    | Francia     | Italia         |